# Squalus acanthias
La mielga,  galludo o tollo de cacho (Squalus acanthias) es una especie de elasmobranquio escuálido de la familia Squalidae. Es un pequeño tiburón que alcanza 1,25 metros de longitud, tiene cuerpo estilizado con espinas venenosas y muy afiladas en las aletas dorsales. El aparato toxicóforo está delante de cada aleta dorsal, con la glándula toxicófora ubicada en el surco dorsal de dicho radio. Cuando el tóxico se inyecta en la piel produce un intenso dolor de la zona, tumefacción y rubor.
Es una especie muy abundante, de aguas boreales a templadas, que aparece en zonas costeras y exteriores de la plataforma continental, en declives insulares y en la parte superior del talud. Habita desde la superficie a las proximidades del fondo, generalmente muy próximo al mismo. Posiblemente sea el tiburón más abundante, no obstante su distribución es más restringida en relación con otras especies. Es un nadador lento e inactivo y se pueden encontrar tanto en solitario, en compañía de otros tiburones o formando grandes bancos, a veces de miles de ejemplares. En general, los machos aparecen en aguas más superficiales que las hembras, con excepción de las hembras preñadas. Muestra preferencia por aguas cuyo rango de temperatura oscila entre un mínimo de 7 u 8 °C y un máximo de 12 o 15 °C y supuestamente realiza migraciones latitudinales y en profundidad para mantenerse en dicho rango.
Habita en fondos entre 100 y 900 metros de profundidad, siendo más abundante entre 200 y 400 m. Se suele agrupar en bandadas. La mielga es ovovivípara, con camadas de 1 a 20 embriones por gestación. Generalmente las hembras grandes tienen camadas más numerosas y crías que alcanzan mayor talla al nacer. Las crías miden entre 22 y 33 cm. al nacer y la proporción de sexos es la misma. La hembra libera a los embriones por la cabeza con una serie de contracciones rítmicas que recuerda al nacimiento en los mamíferos.
Es un predador insaciable que se alimenta principalmente de peces óseos, siendo capaz de despedazar presas relativamente grandes con sus poderosas mandíbulas y dientes en forma de tijera. Se alimentan de arenques, caballas, cangrejos, etc. Prefiere las aguas templadas y frías. Se suele encontrar en el mar del Norte. 
En canario este animal es llamado galludo o pinchudo; en cambio el nombre F.A.O. es en español mielga, Picked dogfish en inglés, y Aiguillat commun en francés.

## Galería

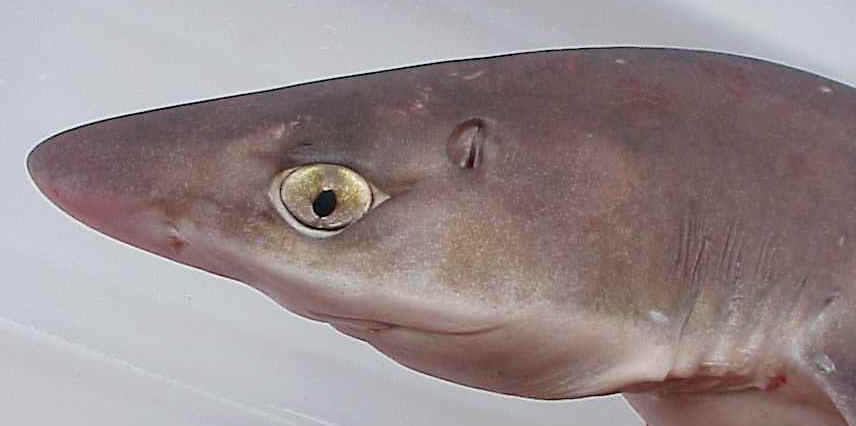
Cabeza de mielga
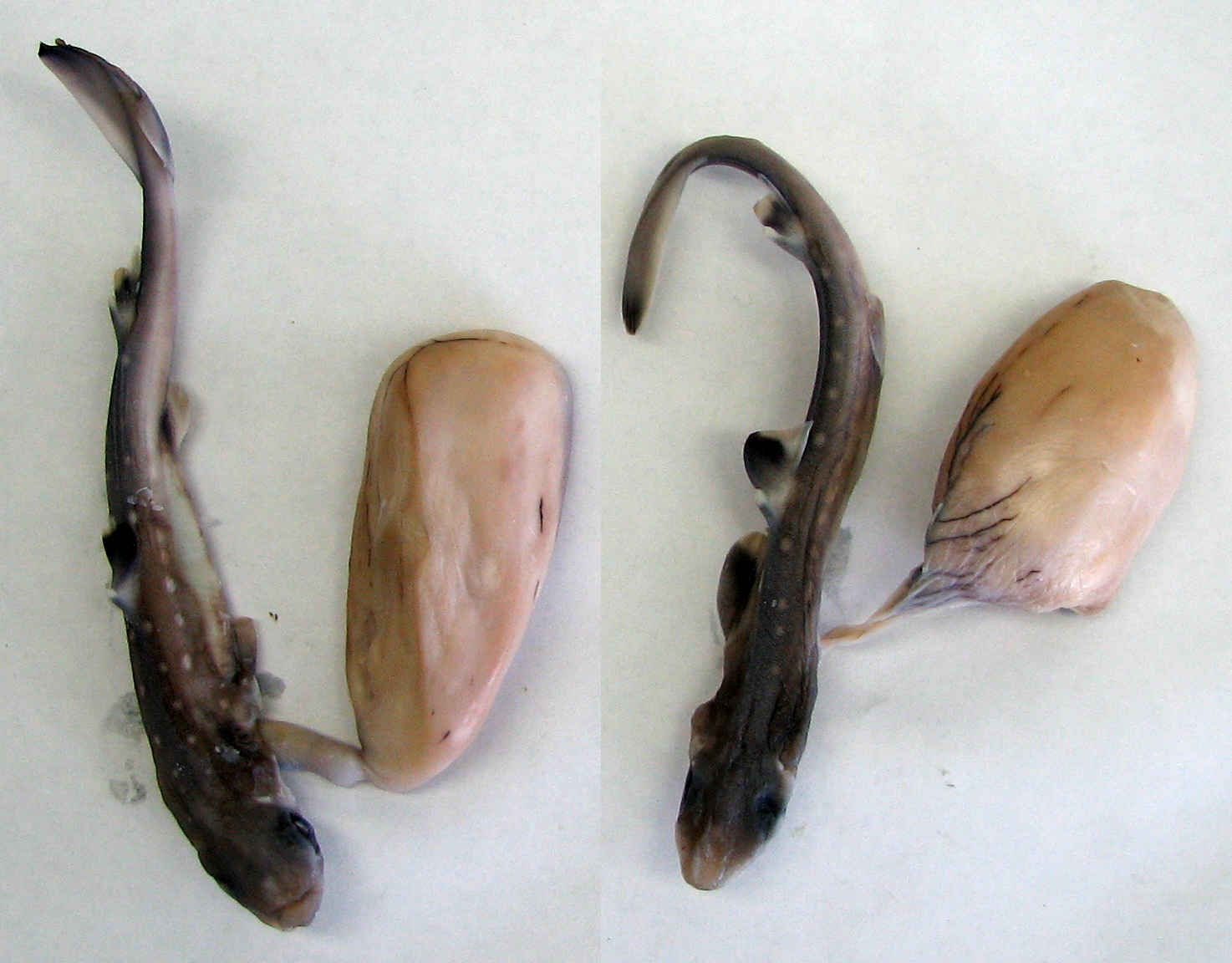
Fetos de mielga
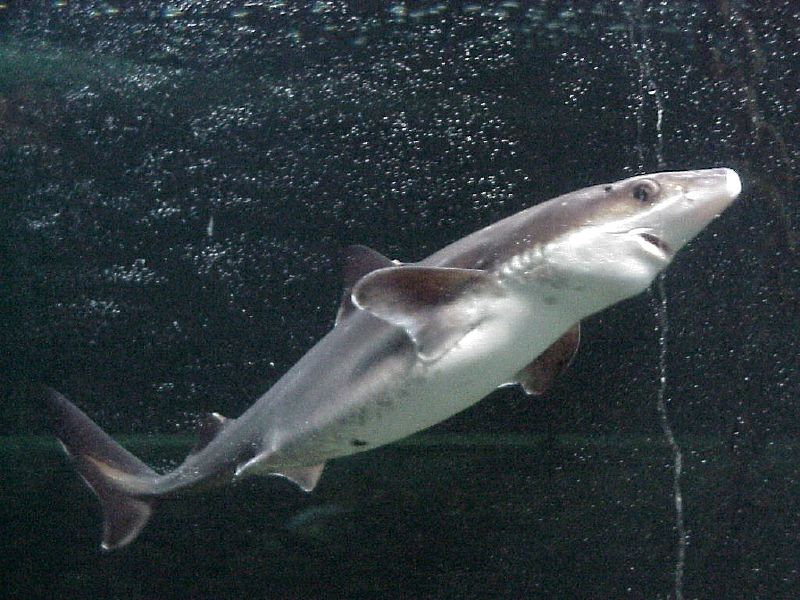
Mielga con la puesta
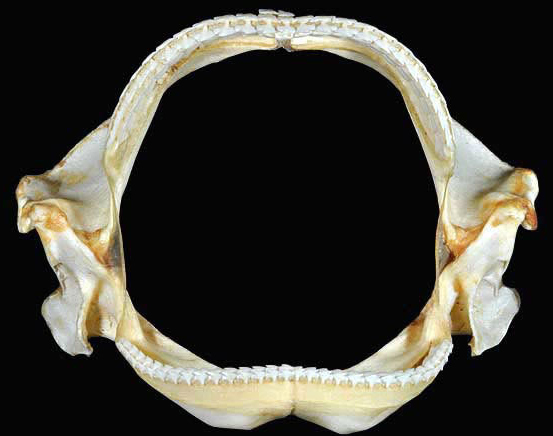
Mandíbula
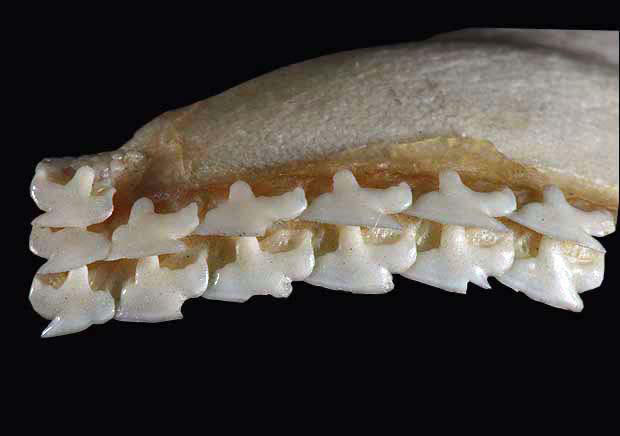
Dentadura superior
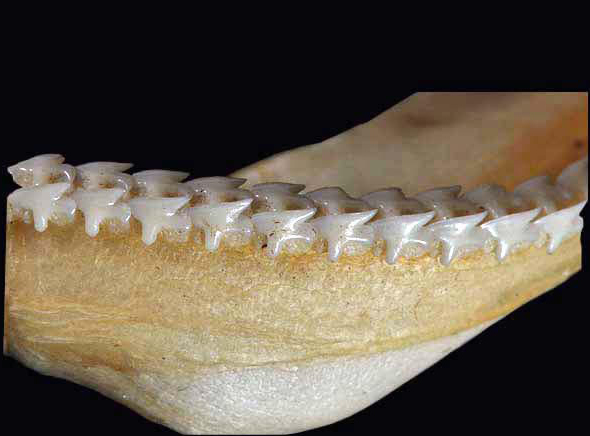
Dentadura inferior